# Citronová kůra

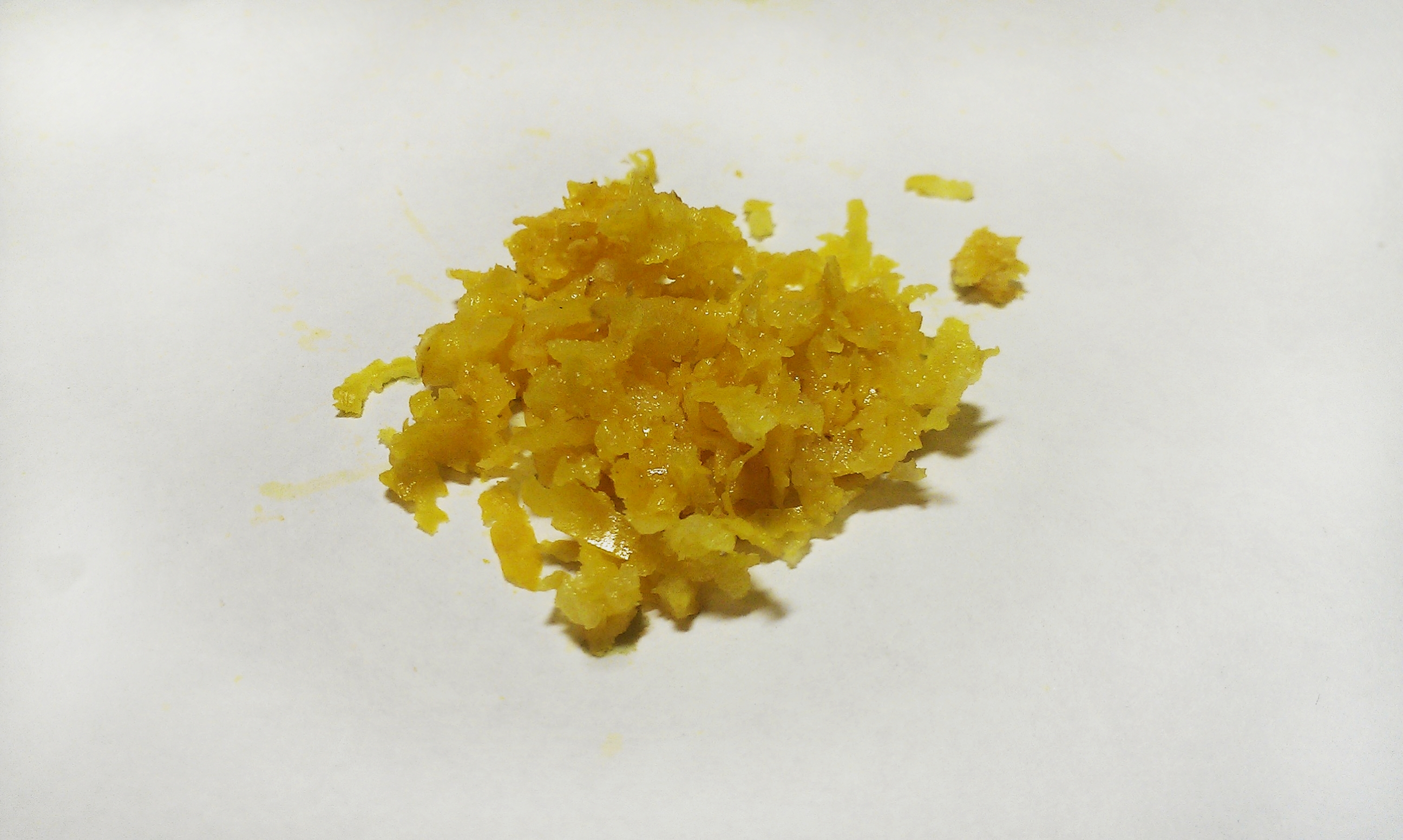
Čerstvě nastrouhaná citrónová kůra

Citronová kůra je čerstvě nastrouhaná nebo sušená kůra citrónu (plodu citroníku limonového). Její aroma se využívá při přípravě pečiva nebo třeba i svařeného vína. Výborná na ryby, do pomazánek a na čínské pokrmy.
Při používání citronové kůry v kuchyni je třeba být obezřetný, neboť citróny se běžně ošetřují zdravotně závadnými fungicidy a baktericidy.